# زبان اوکراینی
زبان اوکراینی (به اوکراینی: Українська мова) یک زبان هند و اروپایی و هموند شاخه شرقی گروه زبان‌های اسلاوی است. اوکراینی زبان رسمی کشور اوکراین است.
دبیرهٔ سیریلیک برای نگارش زبان اوکراینی به‌کار می‌رود. این زبان دارای برخی واژگان مشترک با زبان‌های ملت‌های اسلاو همسایه است که عمده‌ترین این زبانها شامل لهستانی و اسلواکیایی در غرب و بلاروسی و روسی در شمال هستند.
زبان اوکراینی ریشه در زبان نیااسلاوی از ایالت قرون‌ وسطایی روس کی‌یف دارد. مرحله پیش‌تر از آن زبان روتنی نام داشت. در واقع زبان اوکراینی از نسل زبان گفتاری است که در روس کی‌یف (سده‌های ۱۰ تا ۱۳ میلادی) به‌کار می‌رفت.
این زبان در چندین دوره ممنوعیت در برابر بدخواهی‌ها ایستادگی کرده‌است و در طی سده‌ها، مردم اوکراین زبان‌شان را به واسطهٔ ترانه‌های فولکلور ، رامشگران دوره‌گرد و نویسندگان مشهور پاس داشته‌اند.

## گویشوران
در حال حاضر زبان اوکراینی در حال پدیدار شدن پس از یک دوره طولانی افول است. تعداد گویشوران زبان اوکراینی در حدود ۳۷ میلیون نفر است. این زبان افزون بر اوکراین، یکی از زبان‌های رسمی جمهوری خودمختار دنیستر نیز می‌باشد. اگرچه نزدیک به ۵۰ میلیون نفر اوکراینی در سراسر جهان زندگی می‌کنند، که از این تعداد ۳۷٫۵ میلیون در اوکراین (۷۷٫۸ درصد جمعیت) سکونت دارند، اما زبان اوکراینی فقط در اوکراین غربی رایج است.
عمده کشورهایی که گویشوران زبان اوکراینی را در خود جای داده‌اند از این قرارند:
1. اوکراین ۳۱٬۰۵۸٬۰۰۰ نفر
2. روسیه ۴٬۳۶۳٬۰۰۰ نفر
3. قزاقستان ۸۹۸٬۰۰۰ نفر
4. ایالات متحده ۸۴۴٬۰۰۰ نفر
5. مولداوی ۶۰۰٬۰۰۰ نفر
6. برزیل ۳۰۰٬۰۰۰ نفر
7. بلاروس ۲۹۱٬۰۰۰ نفر
8. کانادا ۲۰۰٬۵۲۵ نفر
9. ازبکستان ۱۵۳٬۰۰۰ نفر
10. لهستان ۱۵۰٬۰۰۰ نفر

## کاربرد کنونی

درصد زبان‌های مورد استفاده بر روی اینترنت

در کیف هر دو زبان اوکراینی و روسی صحبت می‌شود، این دگرگونی اخیر برای شهری که در اصل روسی‌زبان بود بسیار قابل ملاحظه است. دلیل عمده این امر ورود جمعیت روستایی و مهاجران از مناطق غربی اوکراین و نیز گرایش برخی از اهالی کیف به تکلم بیشتر این زبان بوده‌است. در شمال و مرکز کشور، روسی زبان جمعیت شهری است، در حالی که در مناطق روستایی، زبان اوکراینی بیشتر رایج است. در جنوب و شرق اوکراین در تمامی مناطق، حتی نواحی روستایی و نیز در کریمه، زبان روسی کاملاً رواج دارد و زبان اوکراینی تقریباً وجود ندارد.
زبان اوکراینی در این کشور رو به گسترش است، روستاییان (که از علاقه‌مندان افراطی زبان اوکراینی هستند) همچنان به شهرهای مرکزی اوکراین مهاجرت می‌کنند و ادبیات سنتی اوکراین نیز رو به توسعه نهاده‌است. به گویشوران زبان اوکراینی، اوکراینوفون (Ukrainophone) می‌گویند. امروزه تقریباً تمامی مردم اوکراین می‌توانند به زبان اوکراینی سخن بگویند، در عین حال بسیاری از مردم زبان روسی را به روانی صحبت می‌کنند.

## جستار های وابسته
- زبان انگلیسی
- زبان روسی
- اوکراین